# Península Aristizábal
La península Aristizábal es un accidente geográfico costero ubicado en el departamento Escalante de la provincia del Chubut (Patagonia Argentina).

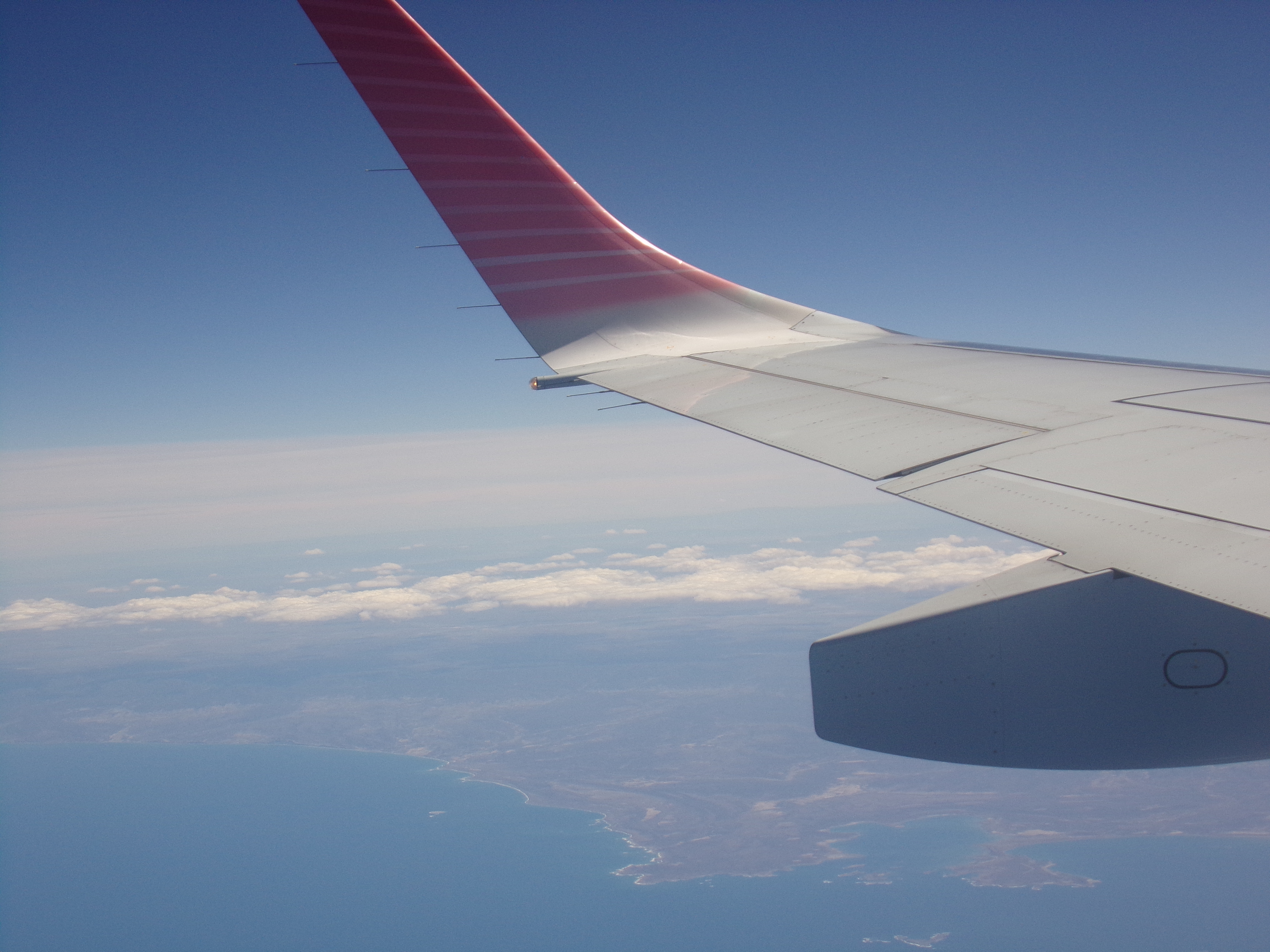
Vista aérea del área de la caleta Malaspina con la península Aristizábal a la izquierda (ver en detalle en Commons).

Se encuentra al sur de la pequeña localidad de bahía Bustamante y a 100 kilómetros al noreste de la ciudad de Comodoro Rivadavia. Forma parte del golfo San Jorge y su costa norte delimita la caleta Malaspina, además se encuentran hacia el norte las islas Vernaci, al este se hallan las islas Coco y Aristizábal. En el extremo sudeste se halla el cabo Aristizábal, donde se encuentra un faro del mismo nombre.
En general todo el tramo costero de la península Aristizábal posee caractarísticas similares que se resumen como un litoral de rocas porfiritas, con presencia de acantilado en algunos tramos y playas de rodados volcaníticos de tamaño grava a gravilla y la presencia de depósitos medanosos de amplia distribución. En general, la vegetación es rala y muy pobre.
El nombre de esta península fue impuesto por Juan Antonio Gutiérrez de la Concha en honor al oficial de la marina española del siglo XVIII Gabriel de Aristizábal, quien participó de la expedición Malaspina.
En 2008 se creó el Parque Interjurisdiccional Marino Costero Patagonia Austral, el cual incluye a la península Aristizábal.